# 蘇宏達
蘇宏達（1963年3月18日—），中華民國國際政治學者、歐洲科學院院士、政治評論員，生於臺灣基隆市，籍貫湖南省邵阳市，外省第二代，中國國民黨籍，現任國立臺灣大學政治系教授，曾任國立臺灣大學社會科學院院長、中華民國國際關係學會會長、中國政治學會理事、中央研究院歐美研究所研究員、外交部國際組織司聯合國科科員。

## 生平
1986年，获得國立台灣大學文學院外文系學士。1991年，获得国立政治大学外交研究所法學碩士。1994、1995年，分别获得巴黎第一大学政治学、欧洲共同体法硕士。1998年，获得巴黎第四大學國際關係史博士。
1997年，他獲得法國-歐洲共同體舒曼基金會的「歐洲研究舒曼獎」（Bourse Robert Schuman），並於1998年獲頒瑞士洛桑莫內基金會的「莫內銅質獎章」（Médaille de bronze de Jean Monet）。之後，蘇宏達分別於1999年和2001年得到行政院國家科學委員會「學術著作甲種獎勵」。至2010年，他於國立臺灣大學政治系任教，獲歐洲聯盟授予「莫內講座教授」，為中華民國第一位獲此獎項之學者，後於2015年獲得歐洲科學暨藝術學院院士頭銜榮譽。
2021年8月，就任臺大社會科學院院長。2022年經手多筆該院畢業生論文抄襲事件進而影響當年選舉。2023年12月22日發文評論台大籌設國際政經學院以及新版畢業證書刪除中華民國紀元等事，批評時任校長陳文章「沒有中心思想，失去核心價值的陳文章校長，真的不適任領導台大了」，但隔日台大校務會議仍以壓倒性票數通過設置國際政經學院案。2023年12月24日台大社科院院務會議過半數代表否決其院長續任案，隔年7月卸任院長。

## 相關事件

### 稱故宮轉型政策是為消滅故宮遭移送
2019年，故宮前院長陳其南提出「三階段完成故宮轉型藍圖」，其中包括建立分館及將部份文物移往中南部。蘇宏達在臉書上發布短片表示民進黨政府之「故宮轉型、國寶全數南遷、分建東方各館在台中永久典藏古物」等政策是「要在2025年之前，完成消滅故宮的文化大革命」。故宮隨即對蘇宏達的說法提出澄清，而法務部調查局桃園市調處函請台北市南港分局將蘇宏達依違反社維法移送法院裁處。12月31日，蘇宏達於臉書發布標題為「是誰，在封殺台灣人的言論自由？我被政府查水表的親身經歷」之文章，並於文中提到「台灣人，還能自由說話嗎？還能自在活潑地談論時事丶批評政策嗎？」  2020年1月，士林地院認定其言論屬個人意見表達與合理評論。

### 匿名發文自稱職業外交官
2018年，外交部大阪辦事處長蘇啟誠輕生過世後，網路上出現了匿名發表、自稱是「一個台灣外交官的痛心告白」的〈誰殺了我們的外交官？〉一文，批判民進黨政府對於「特命全權大使」之任命，在網路上大量轉傳。後蘇宏達承認該文為他所作，改為具名發表，並刪去其中的「我們這群職業外交官」等文句。蘇宏達因此遭質疑冒稱「現任外交官」，而本人對此沒有回應。

### 擔任召集人在審前內部信稱該案為醜聞
2022年7月，民進黨桃園市長參選人林智堅遭國民黨議員檢舉台大國家發展研究所碩士論文抄襲，擔任社會科學院院長的蘇宏達在內部信稱此案為醜聞。林智堅方面質疑蘇宏達擔任學術行政工作未審先判，蘇宏達稱學術界稱，「調查案為醜聞乃學術界慣例」。

## 观点
蘇宏達看好中国大陆，2021年称区域全面经济伙伴关系协定和中欧CAI为“中国大陆第三波改革开放”，并认为“10年內中國將會超越美國”。

## 外部連結
- 國立臺灣大學社會科學院 （页面存档备份，存于）
- 國立臺灣大學政治學系 （页面存档备份，存于）
- 中央研究院歐美研究所研究人員 （页面存档备份，存于）
- 臺灣歐洲聯盟中心 （页面存档备份，存于）
- 國家圖書館臺灣人文及社會科學引文索引資料庫 （页面存档备份，存于）
- 歐洲科學暨藝術學院院士 （页面存档备份，存于）